# Fort Breendonk

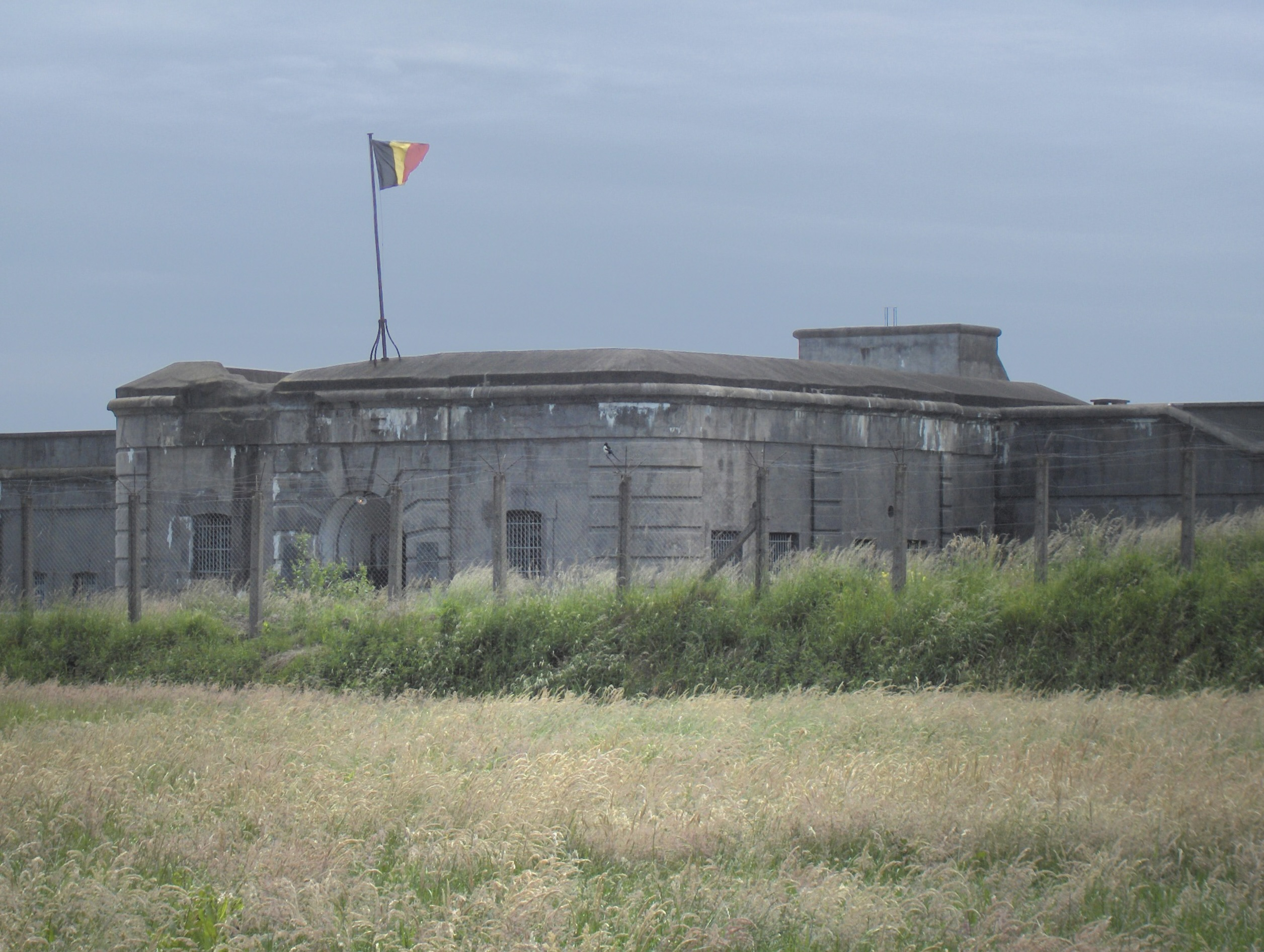
Eingang des Forts

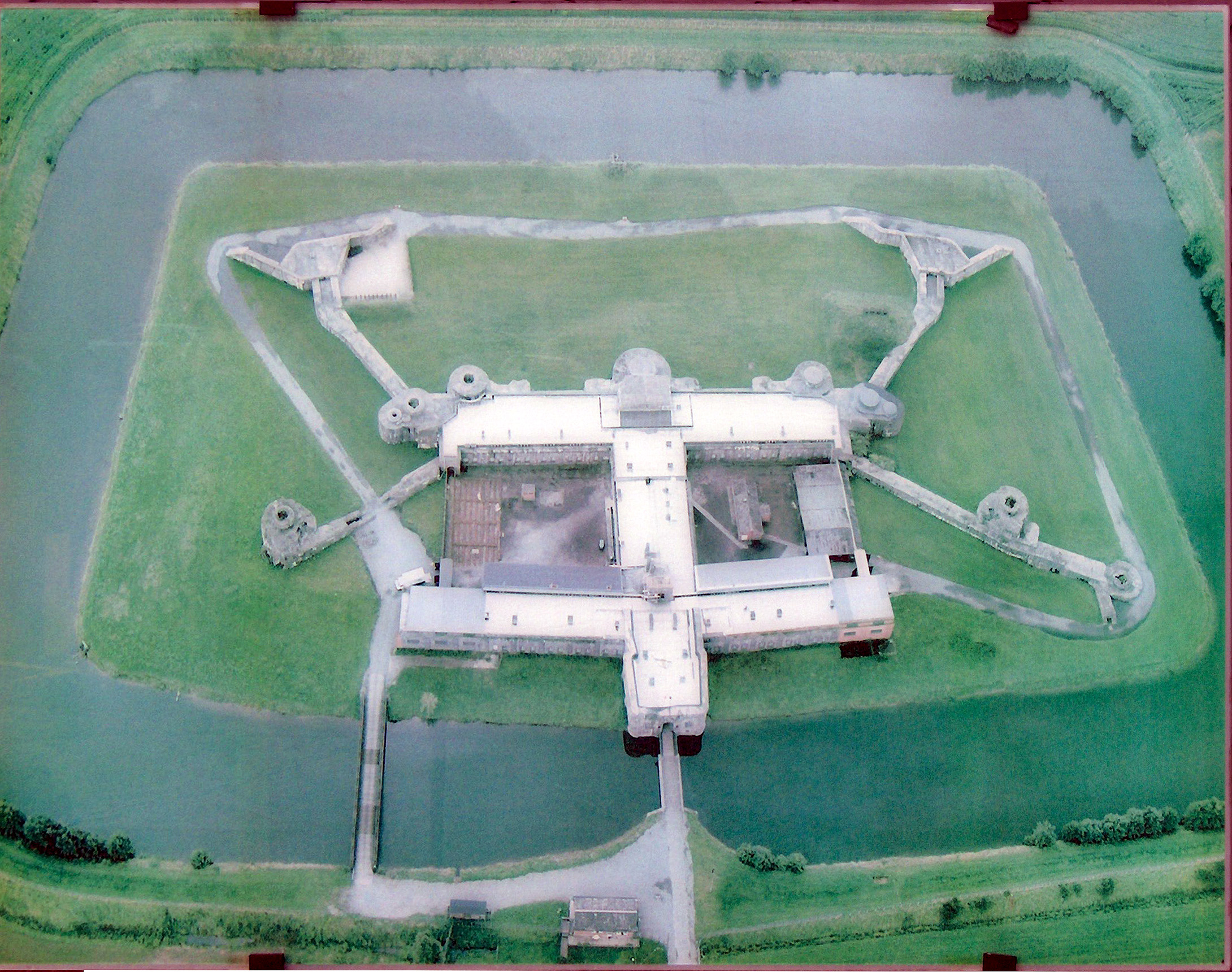
Luftaufnahme

Das Fort Breendonk ist eine Anfang des 20. Jahrhunderts errichtete Festung bei Willebroek in Belgien. Es stand im Ersten Weltkrieg unter Beschuss der deutschen Artillerie. Im Westfeldzug im Mai 1940 wurde es von der Wehrmacht erobert. Im Zweiten Weltkrieg waren dieses Fort und das SS-Sammellager Mecheln die beiden einzigen Durchgangslager im deutsch besetzten Belgien.

## Geschichte
Das Fort Breendonk war ursprünglich Teil des belgischen Verteidigungsgürtels von Antwerpen und liegt zwischen den Nachbarforts Liezele im Westen und Walem im Osten. Anfangs gehörte es zum Gebiet der Gemeinde Breendonk, nach der es benannt ist. Durch den Bau der Autobahn A12 wurde der Teil der Gemeinde mit dem Fort abgetrennt und in die Gemeinde Willebroek eingegliedert. Der Bau des Forts begann im Jahr 1906 und war zu Beginn des Ersten Weltkriegs noch nicht abgeschlossen, aber gleichwohl technisch schon überholt (siehe Brisanzgranate).
Der Gebäudekomplex erstreckt sich über ungefähr 260 m Länge und eine Breite von 106 m. Er ist umgeben von einem 40 bis 50 m breiten Wassergraben (durchschnittliche Tiefe 2,75 m). Das Fort wird weitgehend von Erde bedeckt (9,75 m maximale Höhe der Schichten) und umfasste zu Beginn sieben gepanzerte Kuppeln. Deren Kanonen bzw. Haubitzen hatten Kaliber zwischen 7,5 cm und 15 cm. Vierzehn 57-mm-Schnellfeuerkanonen dienten der Nahabwehr von Infanterieangriffen.
Im Ersten Weltkrieg wurde es im Rahmen der Belagerung von Antwerpen am 1. Oktober und vom 4. bis 8. Oktober 1914 durch schwere deutsche Artillerie mit der:
- Schweren Küstenmörserbatterie 1 mit 221 Schuss Kaliber 30,5 cm aus einer Entfernung von 7,8 km
- Schweren Küstenmörserbatterie 5 mit 225 Schuss Kaliber 30,5 cm aus einer Entfernung von 8,0 km
- Schweren Küstenmörserbatterie 6 mit 117 Schuss Kaliber 30,5 cm aus einer Entfernung von 8,0 km

beschossen.
1940 war das Fort Hauptquartier der belgischen Streitkräfte, in dem am 10. Mai, um 8:30 Uhr, König Leopold III. eintraf. Von dort aus sendete er seine Proklamation an das belgische Volk. Dort empfing er auch die Kommandanten der südlich stehenden 7. Französischen Armee und der britischen Streitkräfte im Norden. Am Nachmittag des 17. Mai wurde das Hauptquartier weiter nach Sint-Denijs-Westrem bei Gent verlegt. Der König blieb in der Folge in Belgien; die Regierung floh nach London ins Exil.
Belgien kapitulierte am 28. Mai 1940. Am 22. Juni schloss auch Frankreich den kapitulationsgleichen Waffenstillstand von Compiègne.
Die deutsche Geheime Staatspolizei (Gestapo) richtete im September 1940 im Fort das „Auffanglager Breendonk“ ein und machte es zum Zentrum der Aktivitäten des Sicherheitsdienstes in Belgien und Nordfrankreich bis zur Befreiung dieser Gebiete im Herbst 1944.
Bis zur Auflösung nach der Befreiung wurden dort mindestens 3.532 Menschen inhaftiert, von denen etwa die Hälfte umkamen. 458 Personen sollen wieder entlassen worden sein. 
Von September 1940 bis November 1943 stand das „Auffanglager Breendonk“ unter dem Kommando von Philipp Schmitt, der von Juli 1942 bis April 1943 auch Kommandant des SS-Sammellagers Mechelen war. Zahlreiche Angehörige des belgischen Widerstandes wurden von hier aus in deutsche Konzentrationslager deportiert.
Siehe auch: Kategorie:Häftling im Fort Breendonk (1940–1944)
Nach der Befreiung Belgiens am 4. September 1944 wurde das Fort zum Gefängnis für Kollaborateure. Zunächst sperrten die Anhänger des lokalen Widerstands dort die Inciviques (etwa: als unzuverlässig betrachtete Mitbürger) ein. Es kam während dieser Zeit zu unrechtmäßigen Übergriffen an den Gefangenen. Am 10. Oktober 1944 wurde die vollständige Räumung des Lagers angeordnet. Die Gefangenen wurden zur Dossin-Kaserne nach Mechelen überführt.
Anschließend wurde das Fort zum offiziellen Internierungslager des belgischen Staates.
Am 19. August 1947 beschloss das belgische Parlament einstimmig die Gründung der „Nationalen Gedenkstätte Festung Breendonk“ als eine unabhängige Einrichtung. Die Gedenkstätte widmet sich seitdem der Erinnerung an die Geschehnisse in dem KZ-Sammellager sowie der baulichen Erhaltung der Festung und der dort aufbewahrten Gegenstände.

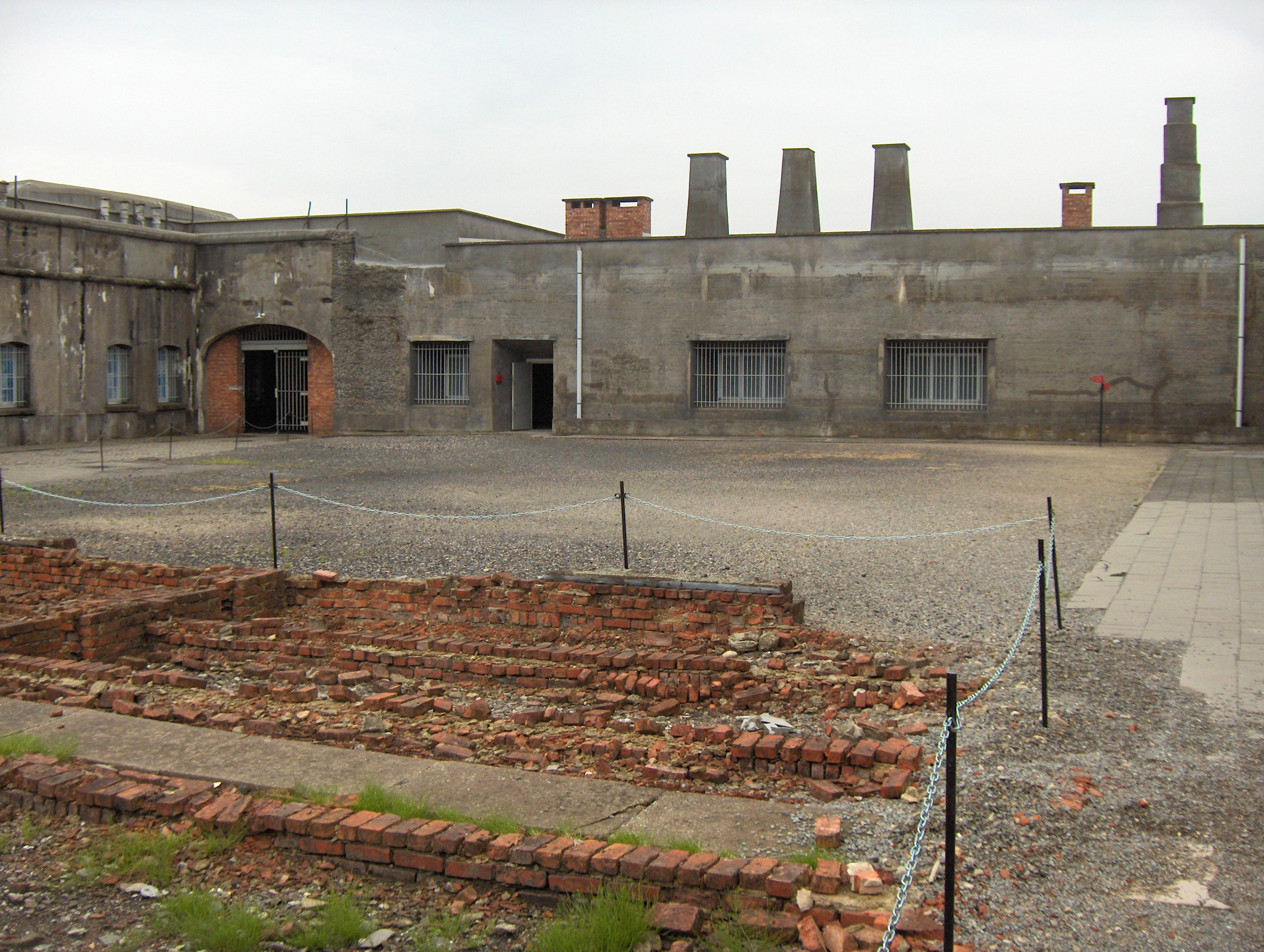
Appellplatz
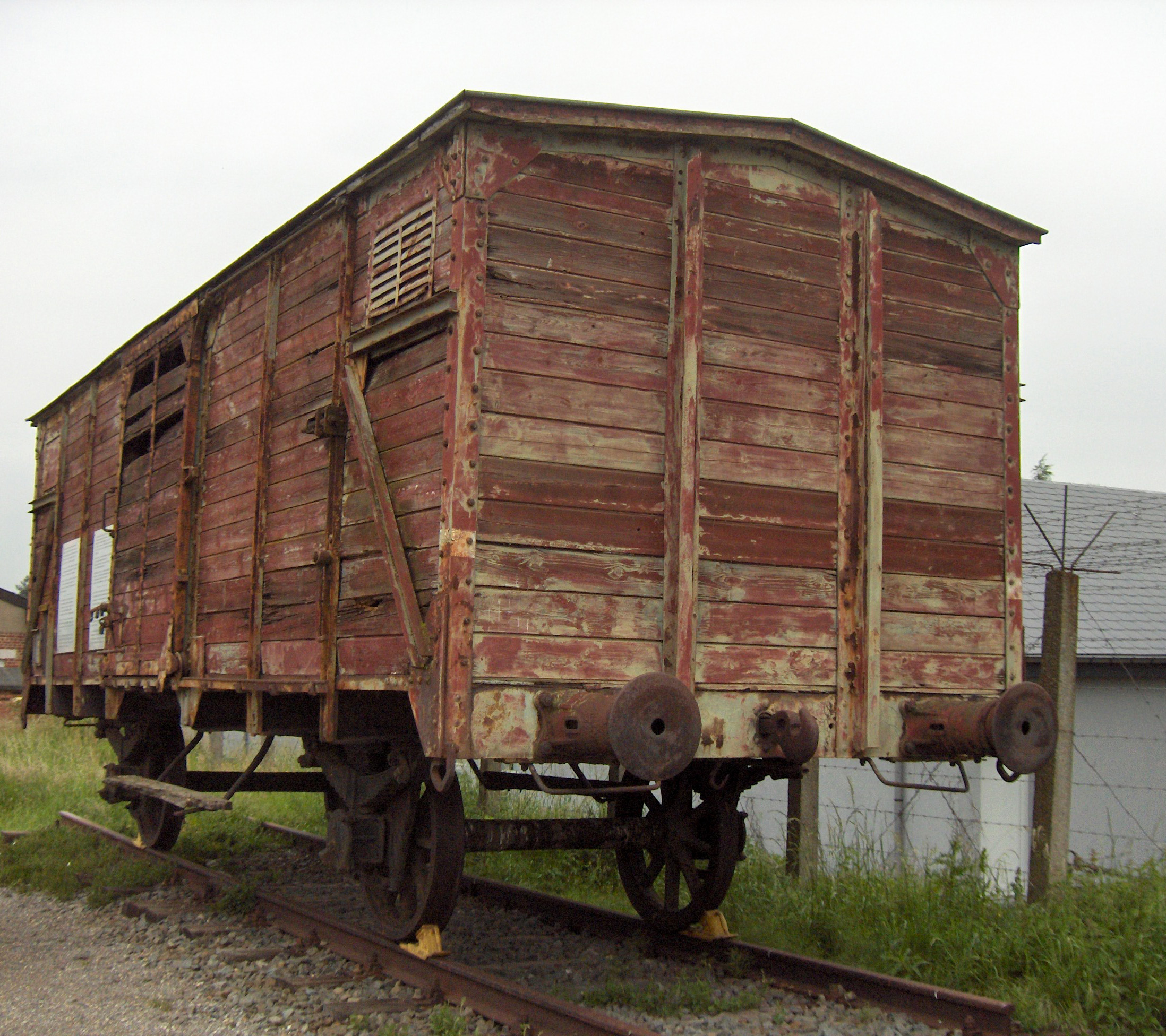
Originaler Viehwaggon, mit dem Menschen in die KZ deportiert wurden.
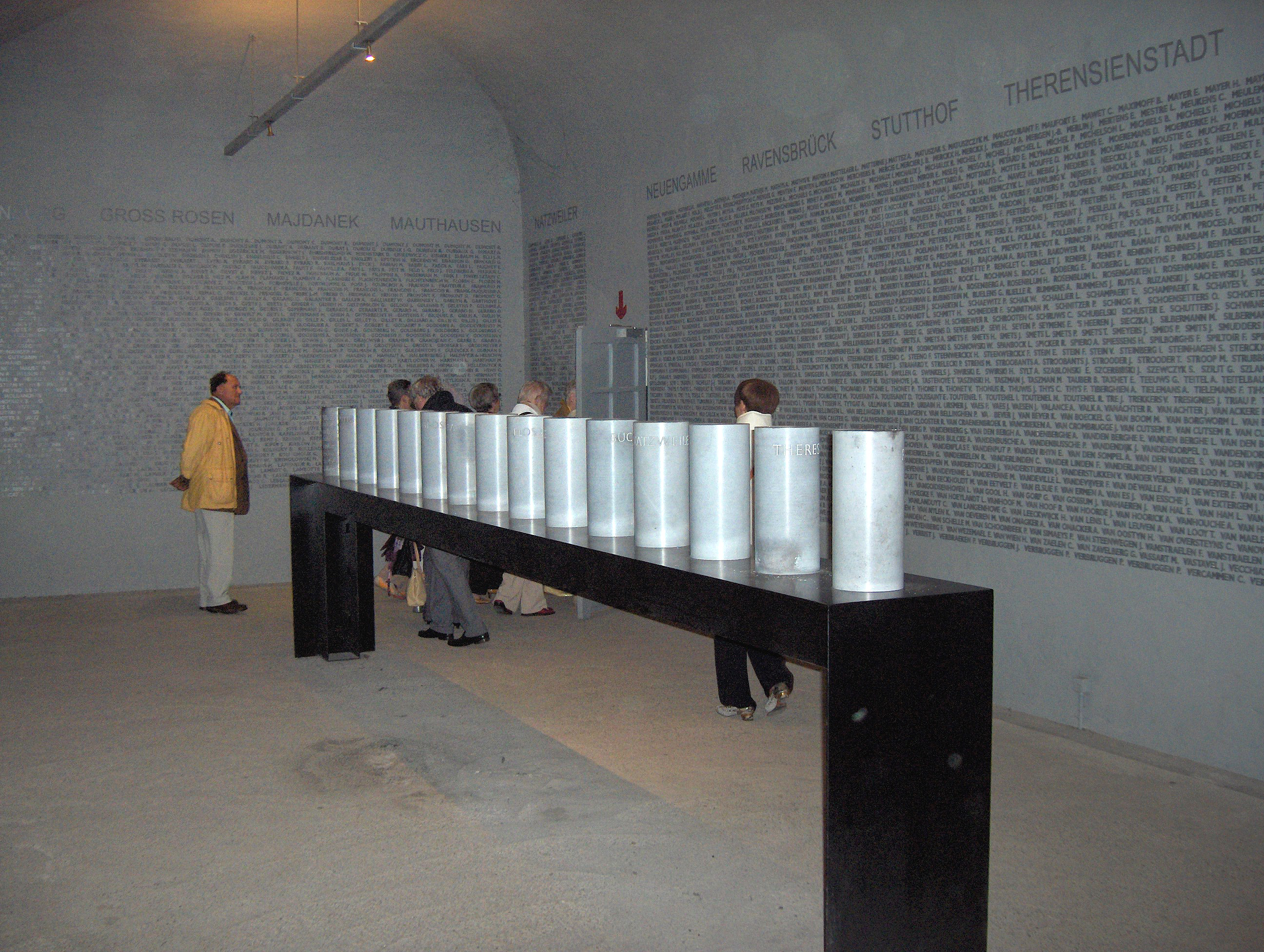
Raum mit den Namen der Deportierten
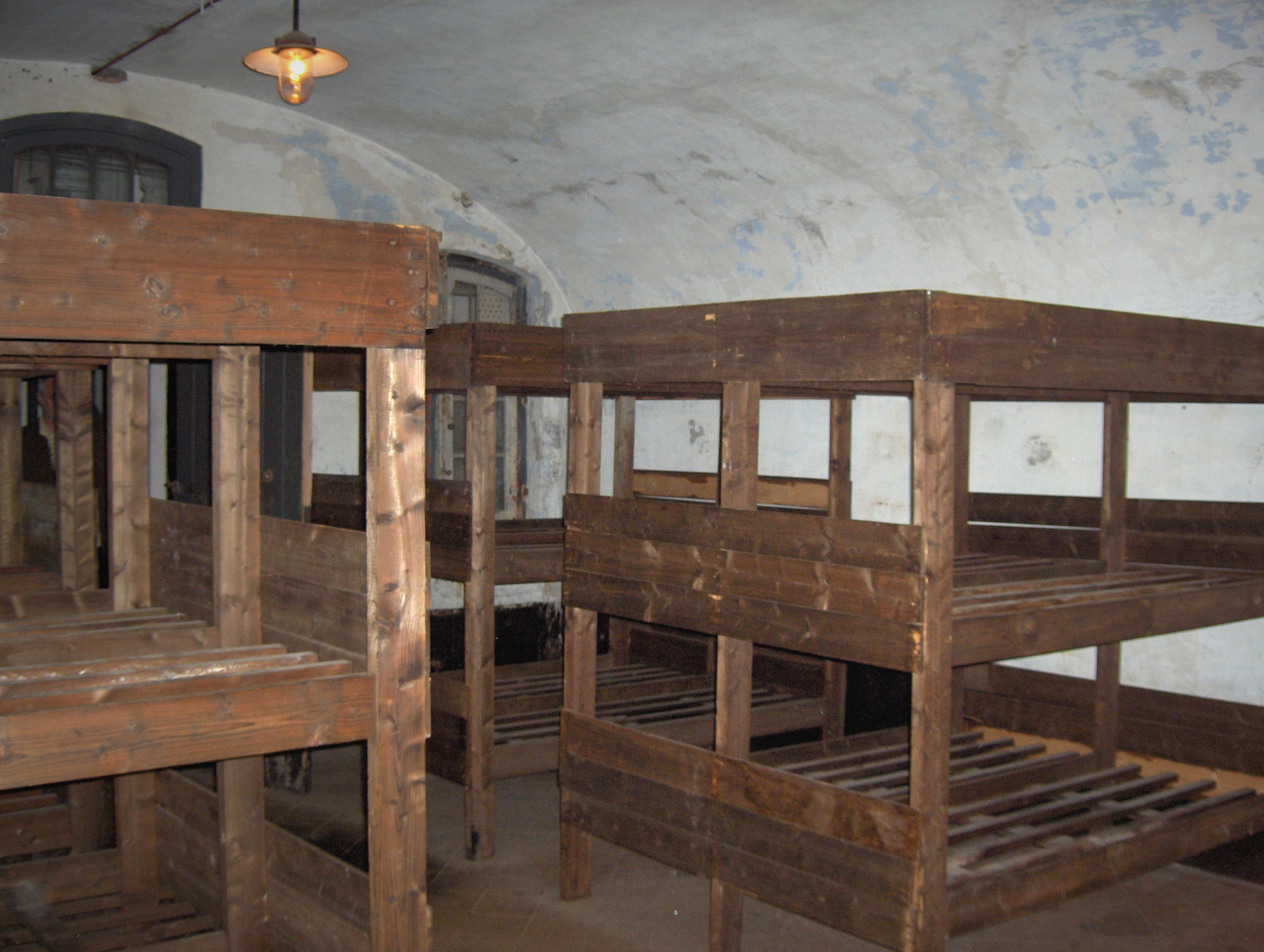
Raum mit zweistöckigem Bettgestell für 48 Personen
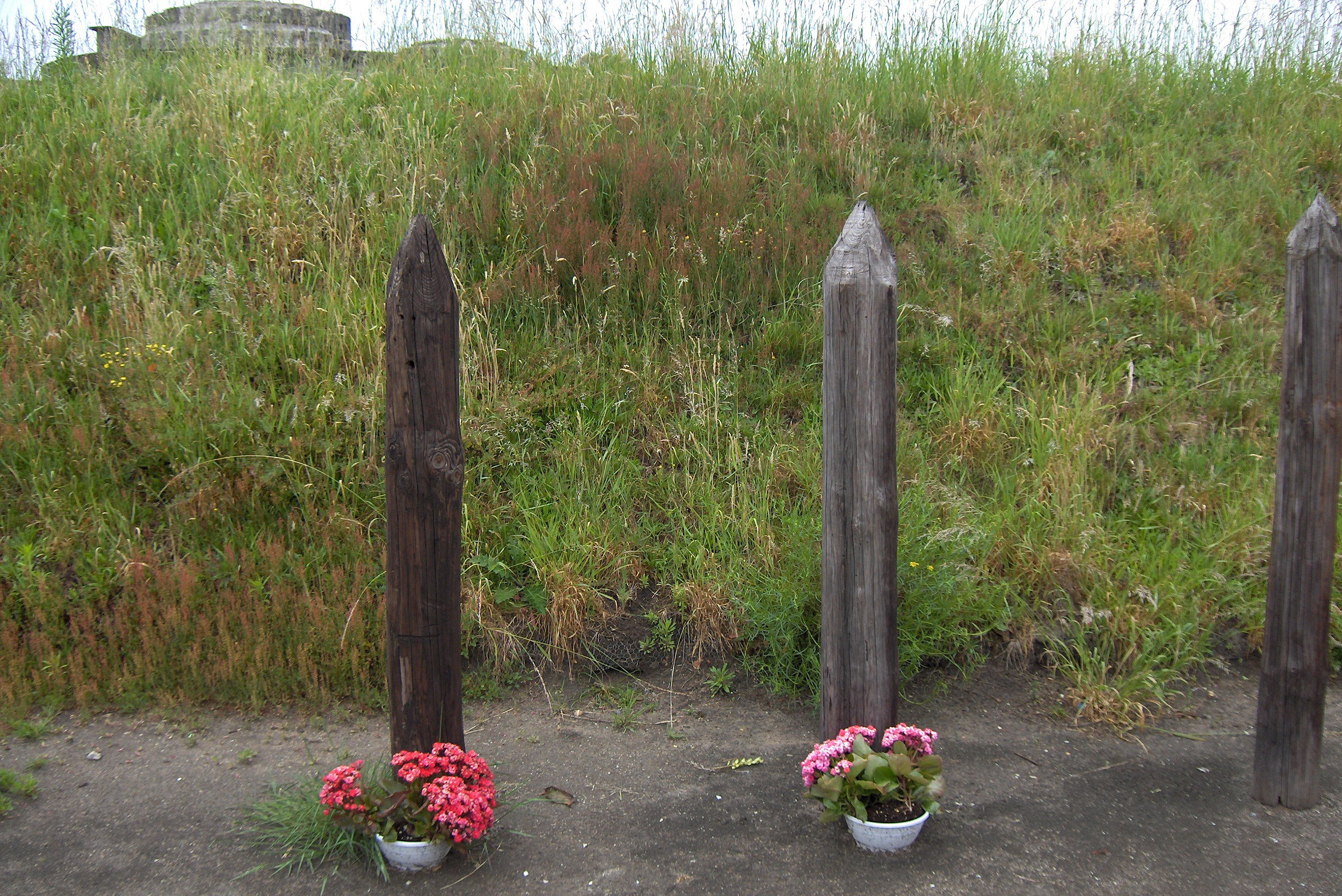
Exekutionsplatz
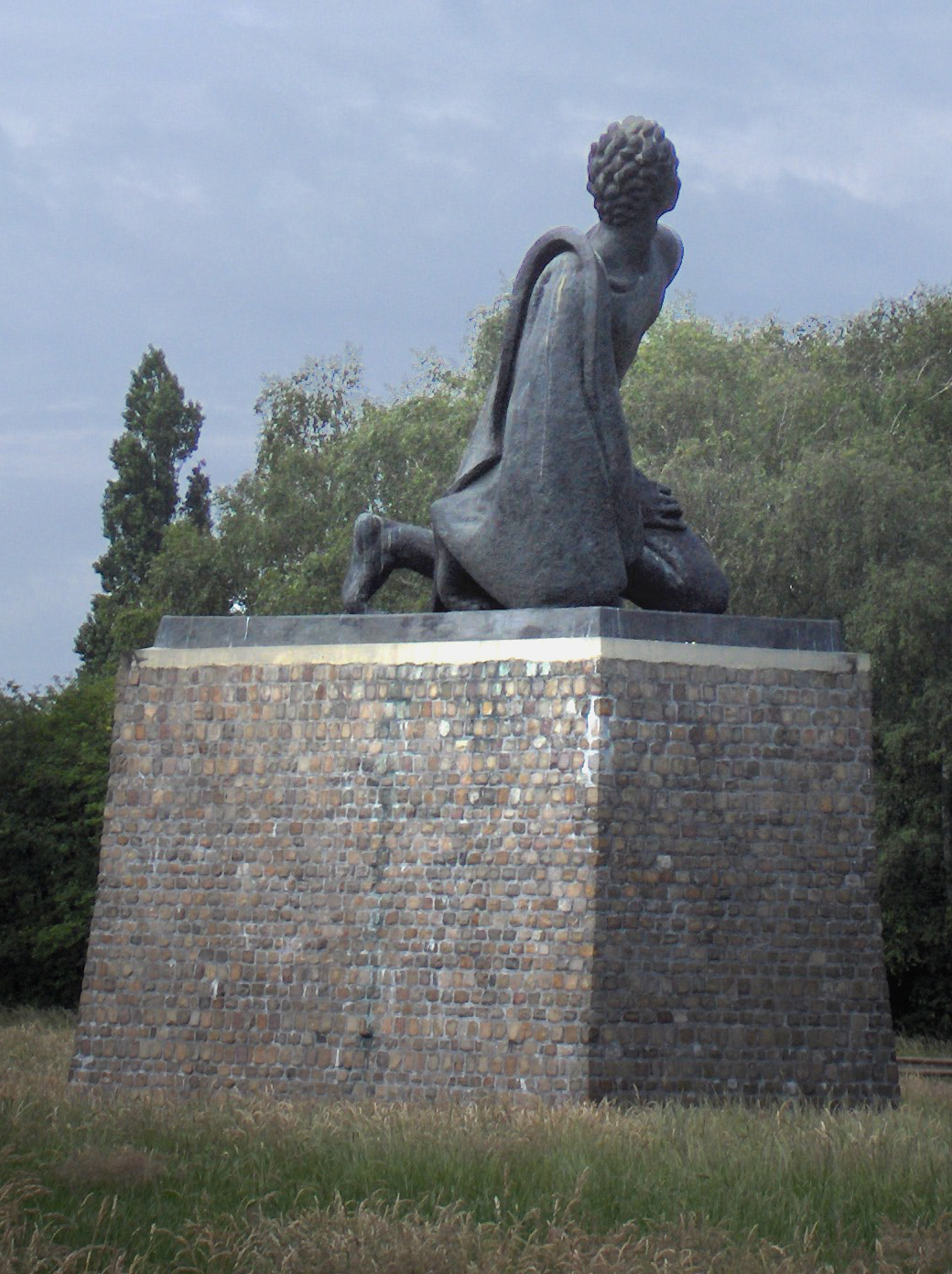
Mahnmal
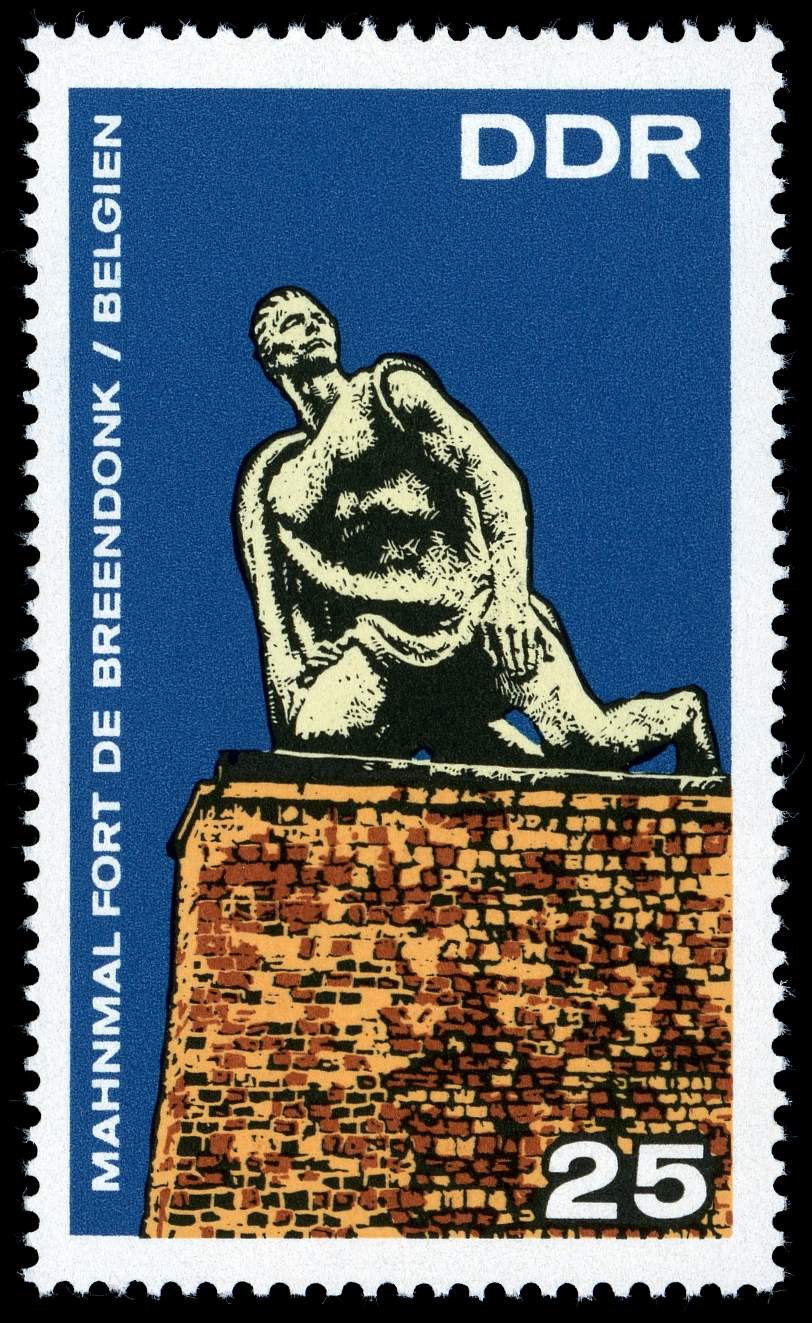
Briefmarke von 1968 aus der Reihe Internationale Mahn- und Gedenkstätten
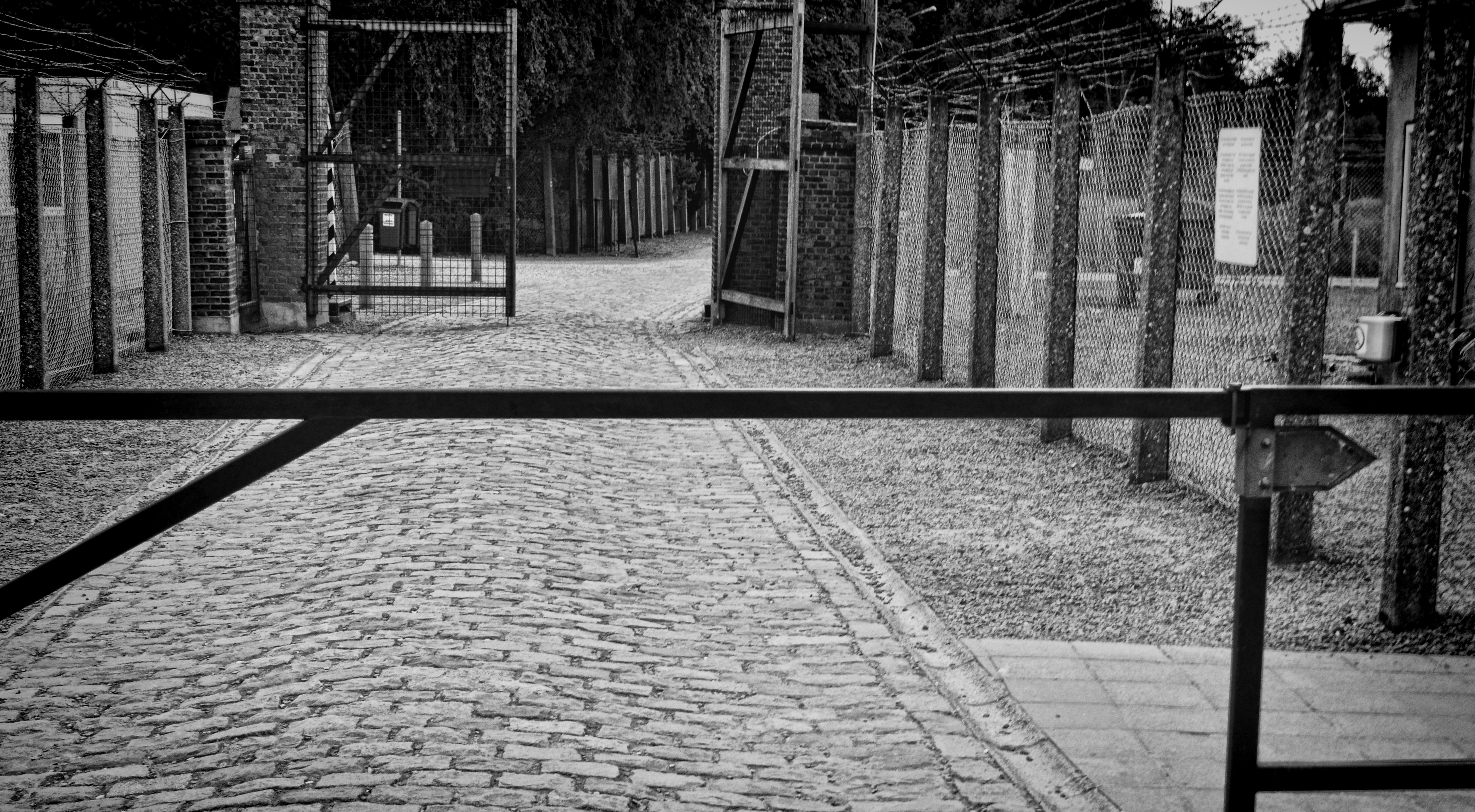
Eingangstor
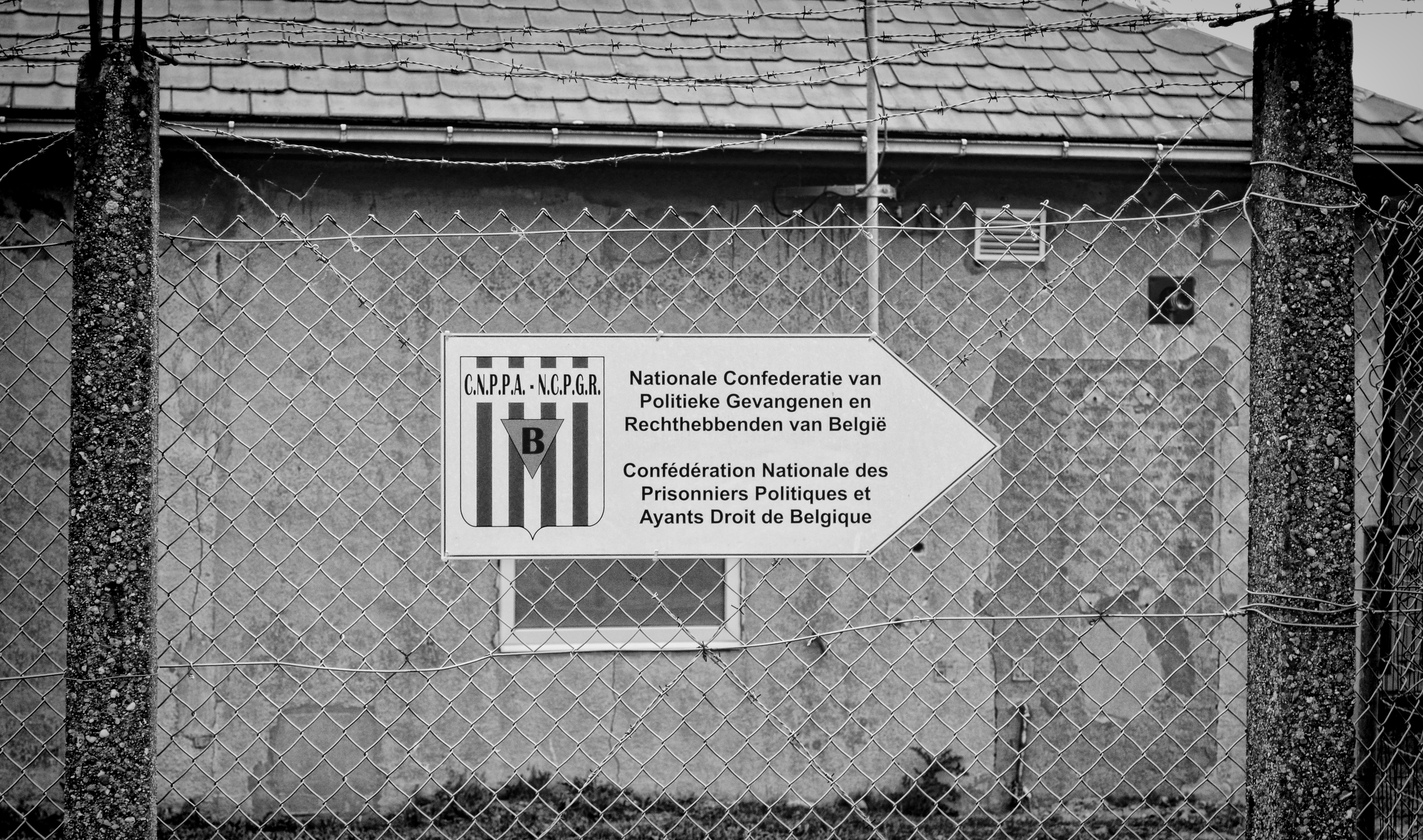
Hinweisschild
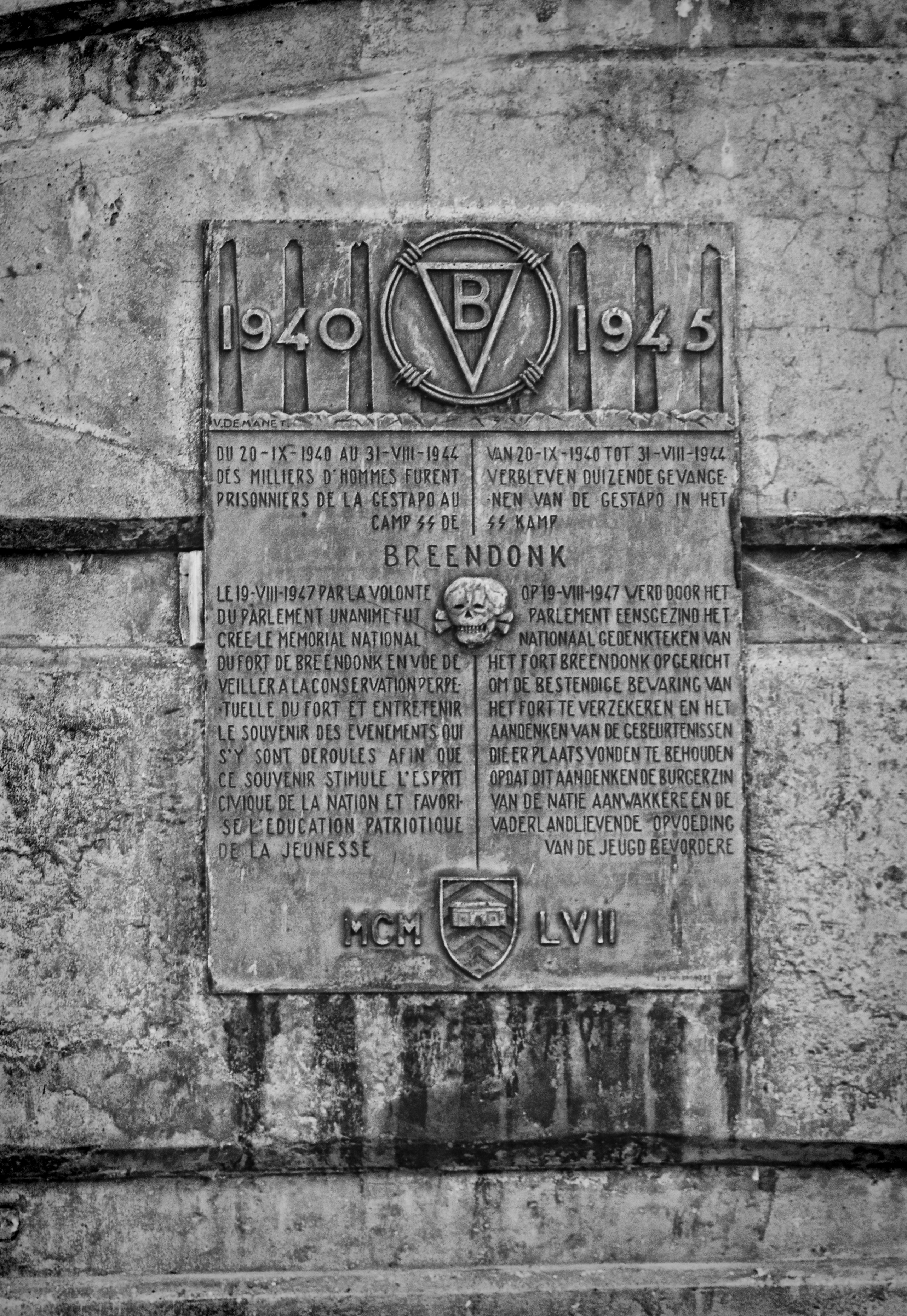
Gedenkplakette
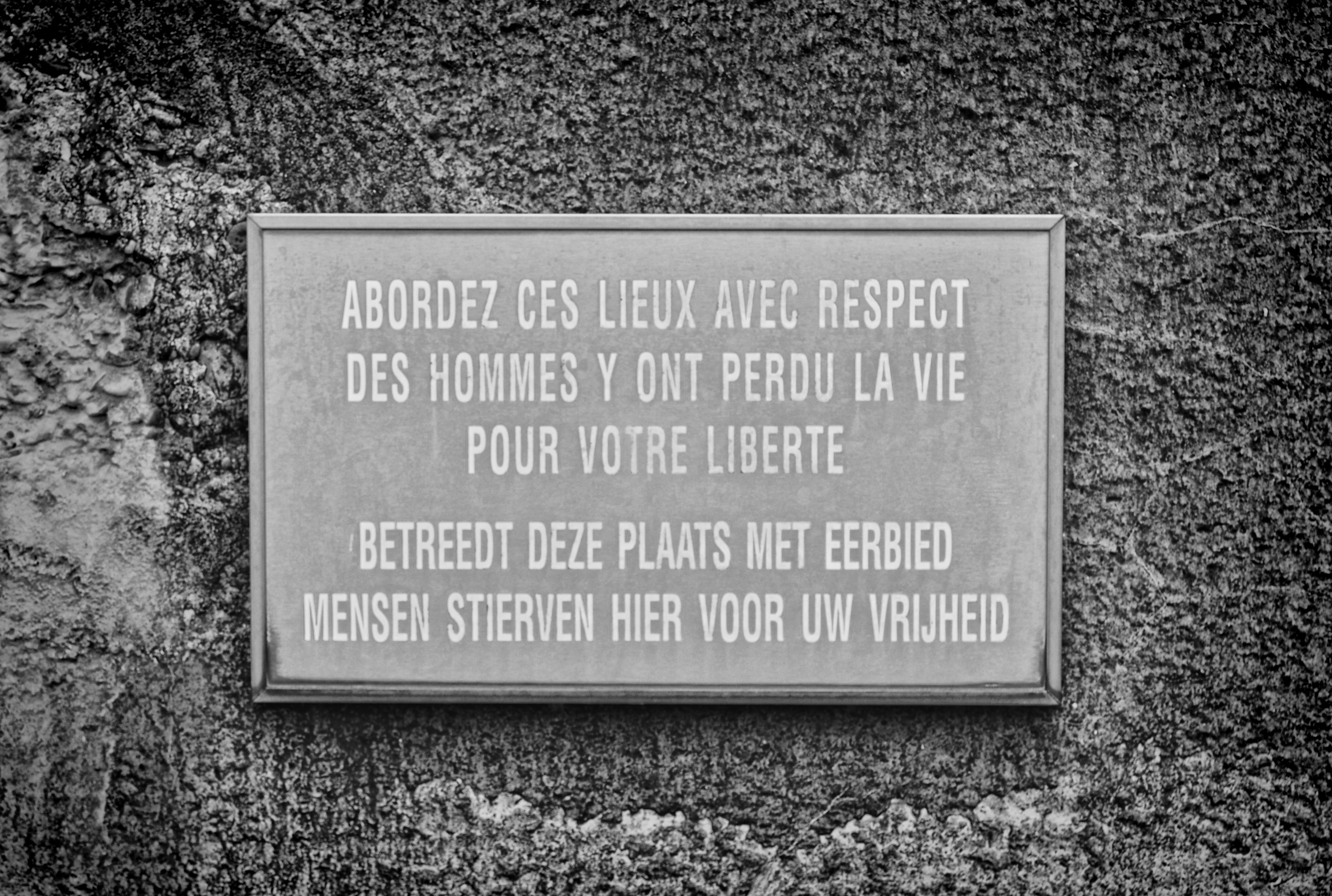
Gedenkplakette
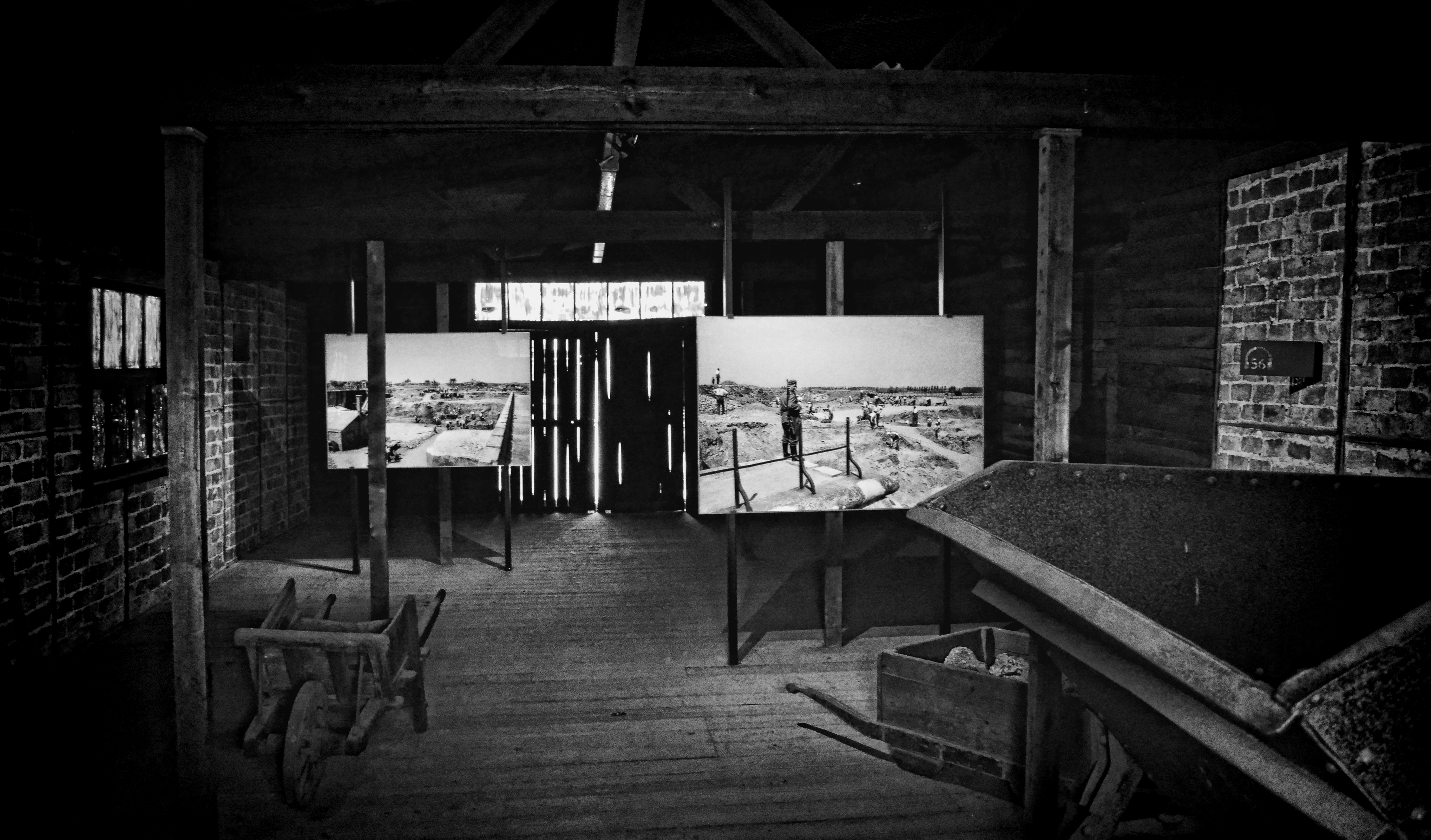
Baracken für Juden
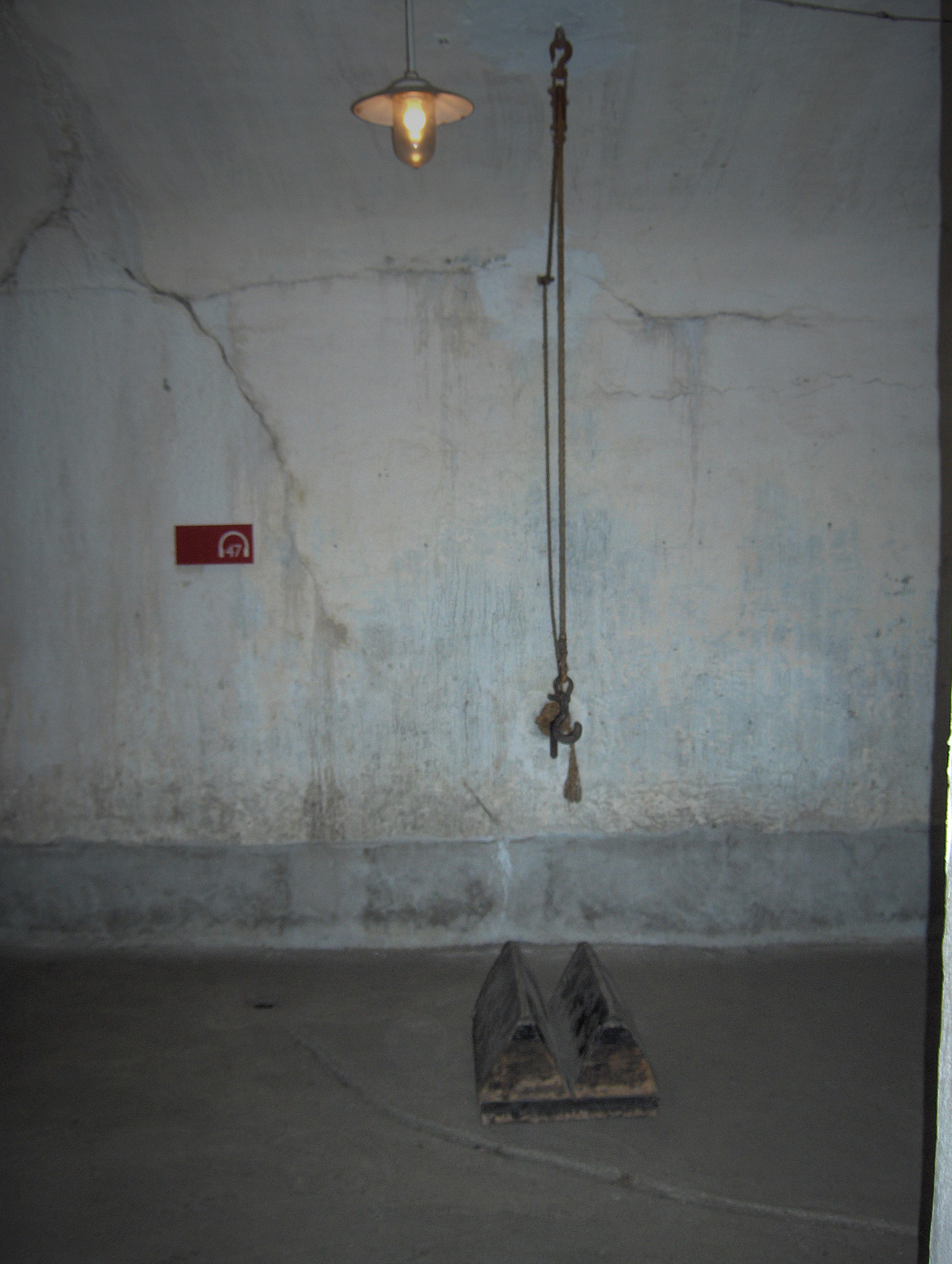
Folter
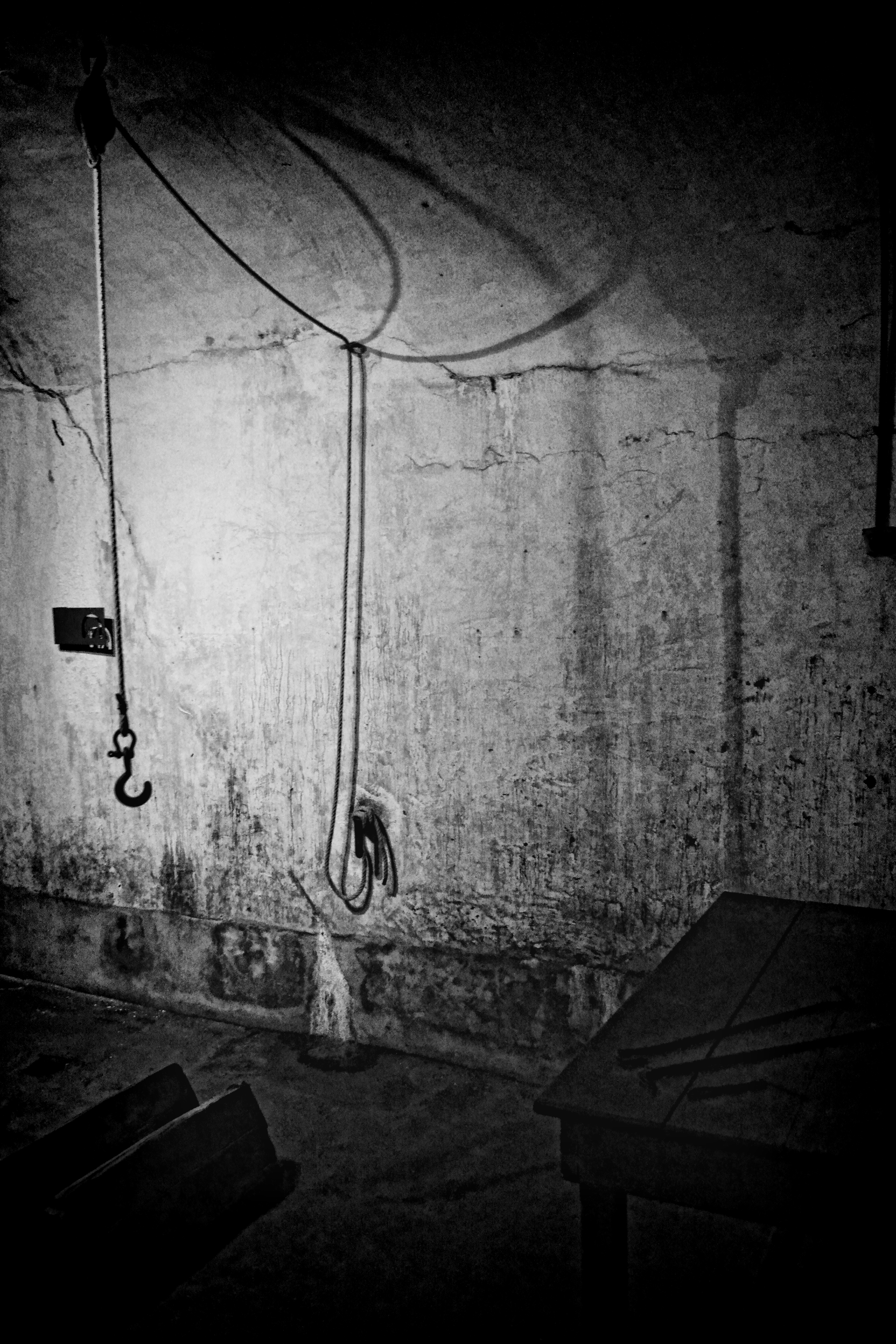
Folterraum
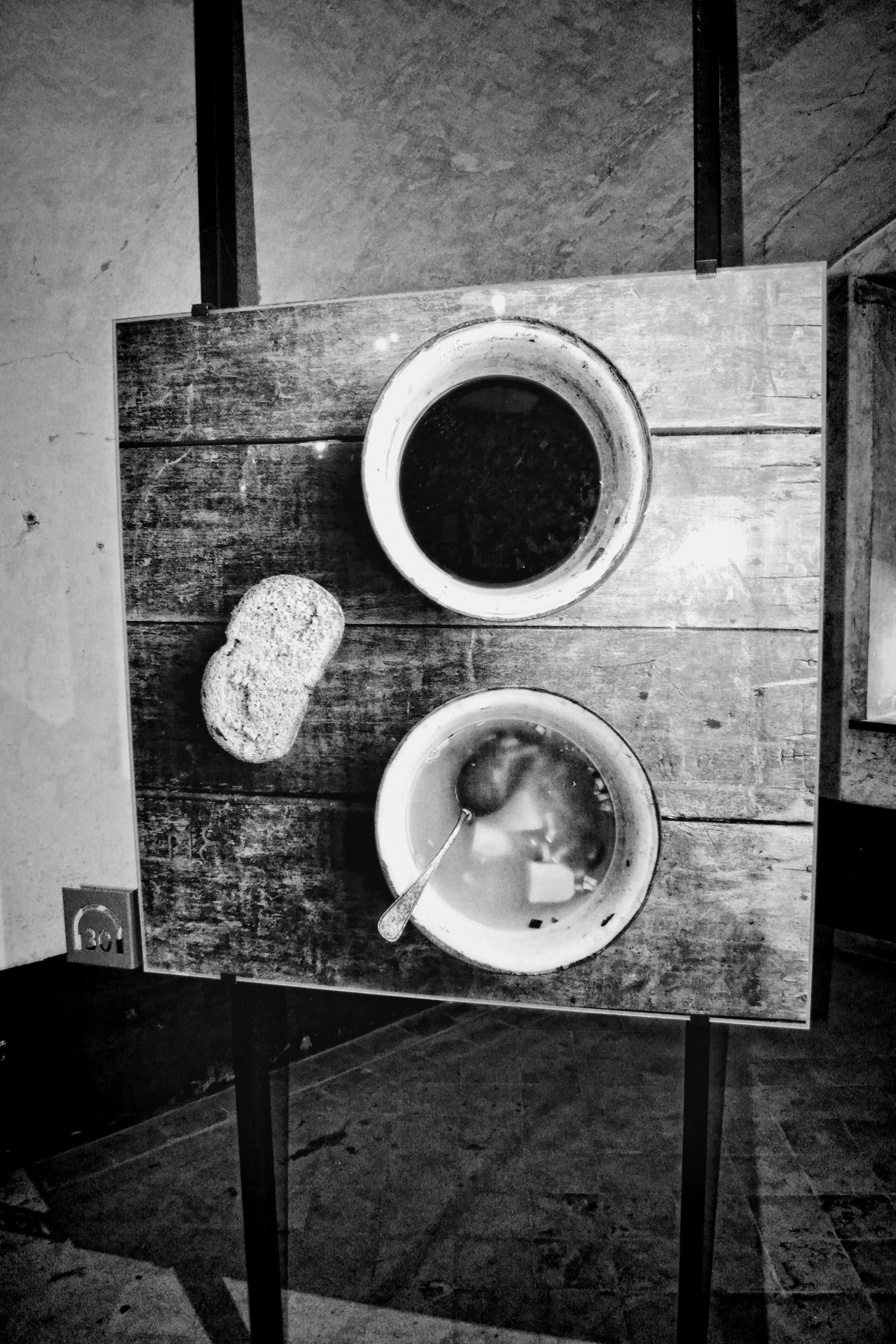
Tagesration für Gefangene
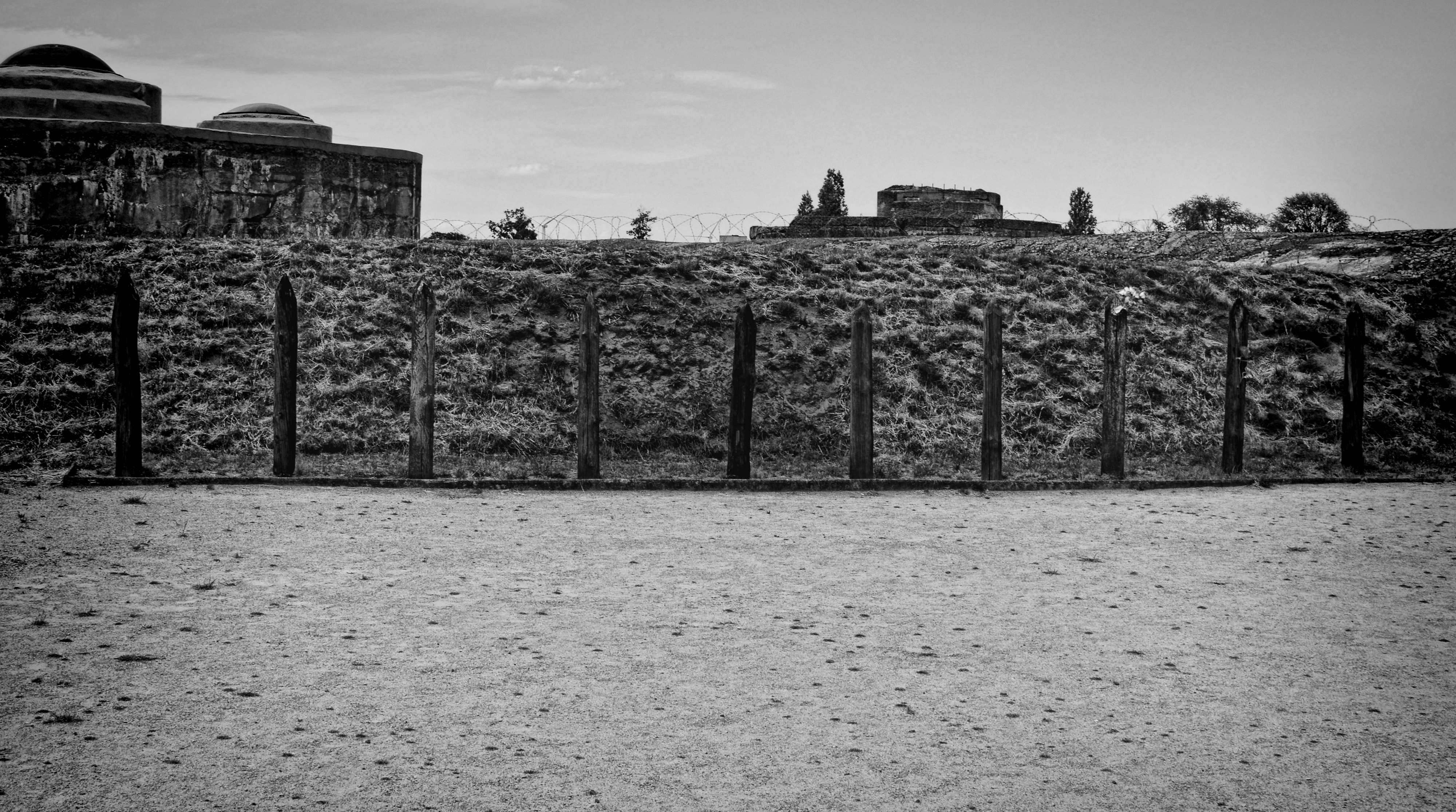
Hinrichtungsstätte